# Aleksandar Lasow
Aleksandar Lasow (bulgarisch Александър Лазов, englisch Alexandar Lazov; * 9. Juli 1990 in Sofia) ist ein bulgarischer Tennisspieler.

## Karriere
Lasow spielte hauptsächlich auf der Future Tour und der ATP Challenger Tour. Auf ersterer gewann er je zehn Titel im Einzel im Doppel.
2016 kam er in Sofia bei den Garanti Koza Sofia Open durch eine Wildcard zu seinem Debüt auf der ATP World Tour. Sowohl im Einzel gegen Martin Kližan als auch im Doppel mit Dimitar Kusmanow gegen Wesley Koolhof und Matwé Middelkoop verlor er in der Auftaktrunde.
Zwischen 2013 und 2018 spielte Lasow für die bulgarische Davis-Cup-Mannschaft, in der er eine Gesamtbilanz von 8:9 aufwies (5:8 im Einzel und 3:1 im Doppel).
2019 spielte er sein letztes Turnier.